# سنجاب پرنده باسیلی
سنجاب پرنده باسیلی (نام علمی: Petinomys crinitus) نام یک گونه از سرده موش پروازی است.